# Natalie Dormer
Natalie Dormer (n. 11 februarie 1982, Reading, Anglia, Regatul Unit) este o actriță engleză. Ea este cunoscută pentru rolurile sale ca Anne Boleyn în serialul Dinastia Tudorilor (2007-10), ca Margaery Tyrell în serialul Urzeala tronurilor (2012–2016), Irene Adler în serialul Sherlock Holmes și Dr. Watson (2013-15), și ca Cressida în filmul de aventură stiințifico-fantastic Jocurile Foamei: Revolta - Partea I (2014) și Jocurile Foamei: Revolta - Partea a II-a (2015). A fost nominalizată pentru „Cea mai bună performanță" la Premiile Gemini datorită efortului depus în serialul Dinastia Tudorilor și la Screen Actor's Guild pentru rolul din Urzeala tronurilor.

## Biografie
Natalie s-a născut în Reading, Berkshire. Ea are strămoși norvegieni. A învățat la  Chiltern Edge Secondary School înainte de a merge la Reading Blue Coat School, care din punct de vedere istoric este o școală doar de băieți dar care admite fete în clasa a VI-a. Ea a crescut alături de tatăl ei vitreg (constructor), mama, sora ei (Samantha) și fratele ei (Mark). Ea a spus că a fost terorizată de către colegi în timpul școlii, dar "nici în ziua de astăzi nu poate explica de ce". La școală, Natalie a fost reprezentanta studenților, o elevă de premiul întâi, vicecăpitan al echipei de netball și a călătorit în lume cu echipa de dezbateri a școlii.

## Cariera
La șase luni după ce a absolvit facultatea Webber Douglas, Dormer a obținut rolul Victoriei în Casanova. Acesta a fost filmul ei de debut și a fost lansat în 2005. Regizorul Lasse Hallström a fost atât de impresionat de talentul acesteia încât a adăugat mai multe scene cu ea în scenariu. Cu ajutorul audiției pentru rol și datorită performanței ei, a avut o înțelegere ce includea trei filme cu Touchstone Pictures, dar nu a fost dusă la bun sfârșit. În 2005, Dormer avut un rol mic în Țărmuri Îndepărtate. După filmarea filmului Casanova, Natalie nu a avut de lucru timp de nouă luni, perioadă pe care ea o explică prin „reprezentarea rea” a impresarului. Ea a fost atașată la un film independent care a tot fost amânat din cauza problemelor financiare. Ieșind din circuitul audițiilor, Dormer a fost chelneriță și a lucrat ca operator de introducere date pentru a se întreține. Ea a spus că neavând de lucru pentru atât de mult timp „a fost cea mai bună lecție pe care aș fi putut-o avea în primele 12 luni din cariera mea”.

## Filmografie

### Film
| An   | Film                                  | Rol                  | Note           |
| ---- | ------------------------------------- | -------------------- | -------------- |
| 2005 | Casanova                              | Victoria             |                |
| 2007 | Flawless                              | Cassie               |                |
| 2009 | City of Life                          | Olga                 |                |
| 2011 | W.E.                                  | Elizabeth Bowes-Lyon |                |
| 2011 | Captain America: The First Avenger    | Private Lorraine     |                |
| 2012 | Electric Cinema: How to Behave        | Lauren Bacall        | Scurtmetraj    |
| 2013 | A Long Way from Home                  | Suzanne              |                |
| 2013 | Rush                                  | Nurse Gemma          |                |
| 2013 | The Counselor                         | The Blonde           |                |
| 2013 | The Ring Cycle                        | Millie               | Scurtmetraj    |
| 2013 | The Brunchers                         | Her                  | Scurtmetraj    |
| 2014 | The Riot Club                         | Charlie              |                |
| 2014 | The Hunger Games: Mockingjay – Part 1 | Cressida             |                |
| 2015 | The Hunger Games: Mockingjay – Part 2 | Cressida             |                |
| 2016 | The Forest                            | Sara and Jess Price  |                |
| 2017 | Patient Zero                          | Dr. Gina Rose        | Post-productie |

### Televiziune
| An              | Titlu                    | Rol                        | Note                                   |
| --------------- | ------------------------ | -------------------------- | -------------------------------------- |
| 2005            | Distant Shores           | Mobile Woman               | Episodul #1.1                          |
| 2005            | Rebus                    | Phillippa Balfour          | Episodul: "The Falls"                  |
| 2007–2008, 2010 | The Tudors               | Anne Boleyn                | 21 de episoade                         |
| 2009            | Masterwork               | Mo Murphy                  | Pilot                                  |
| 2009            | Agatha Christie's Marple | Moira Nicholson            | Episodul: "Why Didn't They Ask Evans?" |
| 2011            | Silk                     | Niamh Cranitch             | 6 episoade                             |
| 2011            | The Fades                | Sarah Etches               | 6 episoade                             |
| 2012–2016       | Game of Thrones          | Margaery Tyrell            | 26 de episoade                         |
| 2013–2015       | Elementary               | Jamie Moriarty/Irene Adler | 6 episoade                             |
| 2015            | The Scandalous Lady W    | Seymour Worsley            | Film TV                                |

### Videoclipuri
| An   | Titly         | Artist |
| ---- | ------------- | ------ |
| 2015 | "Someone New" | Hozier |

### Teatru
| An   | Titlu                | Rol        | Note                          |
| ---- | -------------------- | ---------- | ----------------------------- |
| 2003 | The Comedy of Errors | Adriana    | The Cliveden Open Air Theatre |
| 2010 | Sweet Nothings       | Mizi       | Young Vic                     |
| 2010 | .45                  | Pat        | Hampstead Theatre             |
| 2012 | After Miss Julie     | Miss Julie | Young Vic                     |

## Premii și nominalizări
| An   | Asociație               | Categorie                                                                                      | Lucrare                               | Rezultat     |
| ---- | ----------------------- | ---------------------------------------------------------------------------------------------- | ------------------------------------- | ------------ |
| 2008 | Monte-Carlo TV Festival | Outstanding Actress - Drama Series                                                             | The Tudors                            | Nominalizare |
| 2008 | Gemini Awards           | Best Performance by an Actress in a Continuing Leading Dramatic Role                           | The Tudors                            | Nominalizare |
| 2009 | Gemini Awards           | Best Performance by an Actress in a Continuing Leading Dramatic Role                           | The Tudors                            | Nominalizare |
| 2014 | NewNowNext Awards       | Best New Lead Film Actress                                                                     | The Hunger Games: Mockingjay - Part 1 | Câștigat     |
| 2014 | Screen Actors Guild     | Outstanding Performance by an Ensemble in a Drama Series (împărțit cu actorii din distribuție) | Game of Thrones                       | Nominalizare |
| 2015 | Screen Actors Guild     | Outstanding Performance by an Ensemble in a Drama Series (împărțit cu actorii din distribuție) | Game of Thrones                       | Nominalizare |

## Legături externe
Materiale media legate de Natalie Dormer la Wikimedia Commons
- Natalie Dormer la Internet Movie Database